# کارل کریستیان برونز
کارل کریستیان برونز (انگلیسی: Karl Christian Bruhns; ۲۲ نوامبر ۱۸۳۰ – ۲۵ ژوئیهٔ ۱۸۸۱) دانشمند و اخترشناس اهل پادشاهی پروس بود.